# Kayssoun
Kayssoun est le titre distinctif d'une loge maçonnique fondée à Damas le 27 juin 1922 sous les auspices de la Grande Loge de France et portant le n°506.

## Historique
Le terme « Kayssoun » est à chercher du côté du Mont Qasioun (en) près de Damas signifiant « dur et sec » dans la langue syriaque, caractéristique de cette montagne rocheuse et aride.
Fondée en 1922, la loge tient à ses débuts ses réunions au premier étage de la Banque de Syrie avant d'implanter ses locaux et son temple dans la rue Al Manak près du souk Sarouja
Les fondateurs de la loge sont recrutés par défaut : avec la fermeture d'ateliers comme « Light of Damascus », Kayssoun devient l'un des seuls ateliers français à Damas, et récupère alors les anciens francs-maçons sans loge et de nouveaux membres.

### Implication de la loge dans la société syrienne
En 1929; les membres de la loge Kayssoun. participent à l'amélioration de la vie et la santé de la société Syrienne ; par exemple avec cette décision prise lors de l'une de ses séances de travail, de créer un hôpital antituberculeux, et un grand nombre de donateurs prêts  à participer à cette édification.
Au cours du 19e siècle, la plupart des élites politiques du pays appartiennent à la franc-maçonnerie qui se présente de plus en plus comme un club militant et une annexe des partis. En 1924, par exemple, tous les portefeuilles de ministres du gouvernement seront attribués aux membres de la loge Kayssoun de Damas,.
La loge Kayssoun fut mise en sommeil à la suite des lois antimaçonniques de Vichy qui s'appliquent alors dans une Syrie sous mandat Français.

### Personnalités notables membre de la loge
| Année  | Nom de l'affilié         | | commentaire                                      |
| ------ | ------------------------ | --- | ------------------------------------------------ |
| ?      | Saadallah al-Djabiri     | Homme politique syrien, deux fois Premier ministre de Syrie | Membre affilié                                   |
| 1923 - | Ibrahim Hananou          | Homme politique syrien, fondateur du parti indépendantiste Bloc national | Membre initié dans cette loge en juillet 1923    |
| ?      | Housni al-Barazi         | Homme politique syrien et ancien Premier ministre de 1942 à 1943. | Membre initié dans cette loge                    |
| ?      | Ihsan al-Jabiri          | Homme politique syrien, maire d'Alep, l'un des fondateurs du journal La Nation arabe en 1930 | Membre affilié                                   |
| ?      | Sami Mardam-Bey          | Homme politique syrien, élu député et vice président de la fédération syrienne | Membre affilié,                                  |
| ?      | Jamil el-Oulchi          | Président de la République Syrienne (du 17 janvier au 25 mars 1943) | Membre initié dans cette loge                    |
| ?      | Abd al-Rahman al-Kayyali | membre du mouvement nationaliste syrien, ministre de la Justice durant deux mandats | Membre initié dans cette loge                    |
| 1924 - | Fawzi Al-Ghazi           | Homme politique et de loi syrien, est l'un des fondateurs du Bloc national et auteur de la première constitution républicaine de Syrie de 1928                                                                                      | Membre affilié                                   |
| 1923 - | Fakhri al-Baroudi        | Leader politique syrien, l'un des fondateurs du Bloc national, et reconnu dans le monde arabe comme résistant et poète, artisan d'un souffle nouveau dans la musique et l'art.                                                      | Membre initié dans cette loge                    |
| ?      | Youssef Ataallah         | Ministre de l'agriculture de Syrie en 1918 | Membre affilié                                   |
| 1922   | Husni Al-Jundi           | Directeur du service de contrôle de santé à Damas | Premier vénérable maître de la loge              |
| ?      | Jalal al-Din Juhdi       | Ministre de la Justice de Syrie vers 1920 | Membre affilié travaillant dans les hauts grades |
| ?      | Hassan al-Hakim          | Homme politique syrien, Responsable du gouvernement pendant la Seconde Guerre mondiale et au milieu des années 1950 ; il est l'un des pères fondateurs de la République syrienne et l'un des rédacteurs de sa constitution en 1950. | Membre initié dans cette loge                    |
| ?      | Hachem al-Atassi         | Homme d'État syrien, qui a été président de la Syrie de 1936 à 1939, de 1950 à 1951 et en 1954. | Membre affilié dans les années 1920              |
| ?      | Hanna Malek              | Magistrat et secrétaire général de la présidence du Conseil syrien | Vénérable maitre de la loge en 1937              |